# Billy Branch
Pour les articles homonymes, voir Branch.
Billy Branch (né le 23 octobre 1951 à North Chicago, dans l'Illinois aux États-Unis) est un chanteur-harmoniciste de blues américain.  En 2020, il est introduit au Blues Hall of Fame.

## Biographie
Natif de North Chicago, en banlieue nord de Chicago, Billy Branch a vécu une grande de partie de son enfance à Los Angeles et n'a connu le blues qu'une fois revenu à Chicago en 1969 pour y fréquenter l'Université (sciences politiques) où il logeait chez son père. Cela l'amène à fréquenter la scène blues locale et à apprendre l'harmonica.
Mais c'est surtout lorsque Willie Dixon l'engage dans le Chicago Blues All Stars, au début en tant qu'apprenti de l'harmoniciste attitré de la band Carey Bell, que Billy se fait remarquer du public international du blues par l'ampleur, la chaleur et la précision de son jeu d'harmonica, fortement ancré dans la tradition de Little Walter mais avec une approche personnelle importante. Il fonda ensuite le groupe Sons of the Blues avec le guitariste/chanteur Lurrie Bell et le bassiste J.W.Williams, qui donna les séances légendaires de la collection Chicago-The blues-Today pour Delmark. Depuis, Branch s'est un peu imposé comme l'harmoniciste le plus disponible de Chicago, entre technique et tradition, capable de jouer avec n'importe qui.
Il a participé à plus de deux cent séances d'enregistrement (de Buster Benton à Lou Rawls, Johnny Winter,John Primer....) depuis trente-cinq ans. En compagnie de son groupe les « Sons of the Blues » qui a accueilli ensuite  plusieurs excellents guitaristes comme Carl Weathersby, Carlos Johnson, Giles Corey, Minoro Maruyama et chanteuses comme Valerie Wellington, Billy a aussi enregistré plusieurs albums, depuis sa participation à la célèbre anthologie Living Chicago blues (Alligator) jusqu'à ses derniers disques pour Verve-Gitanes.
Parmi ses meilleurs titres, ceux enregistrés avec Junior Wells, Carey Bell et James Cotton sur Harp Attack (Alligator), excellente réunion d'harmonicistes légendaires de Chicago et sur Where's my money ? (Evidence). Billy Branch apporte dans sa musique une très forte conviction personnelle pour tout ce qui concerne la culture afro-américaine et sa valorisation. Sa renommée internationale est aussi due -outre à deux Grammy Awards pour Harp Attack et Double Take (en due avec Kenny Neal, enregistré en France au studio Lakanal / Montpellier)- au programme éducatif qu'il a créé, The Blues in the Schools, au travers duquel il a communiqué sa passion pour le blues à des milliers d'écoliers dans tous les États-Unis.
Son éducation, sa culture, sa sensibilité artistique et ses immenses qualités humaines le démarquent fortement de la moyenne et lui font bien mériter le titre de Blues Defender. Il est aujourd'hui le seul authentique héritier afro-américain de la tradition d'harmonica blues de Chicago en activité.

## Discographie

### Disques solos
- 1999 : Satisfy me
- 2019 : Roots and branches - The Songs of Little Walter

### Participations
- 1991 : Let Me In de Johnny Winter (Pointblank Records)
- 1992 : Hey, Where's Your Brother? de Johnny Winter (Pointblank Records)
- 1992 : Blues behing closed doors  de John Primer  (Wolf Records) avec Magic Slim
- 1998 : Easy meeting (Isabel Records) avec Kenny Neal
- 1999 : Superharps (Telarc) avec Charlie Musselwhite et James Cotton